# Dreieck Ahlhorner Heide

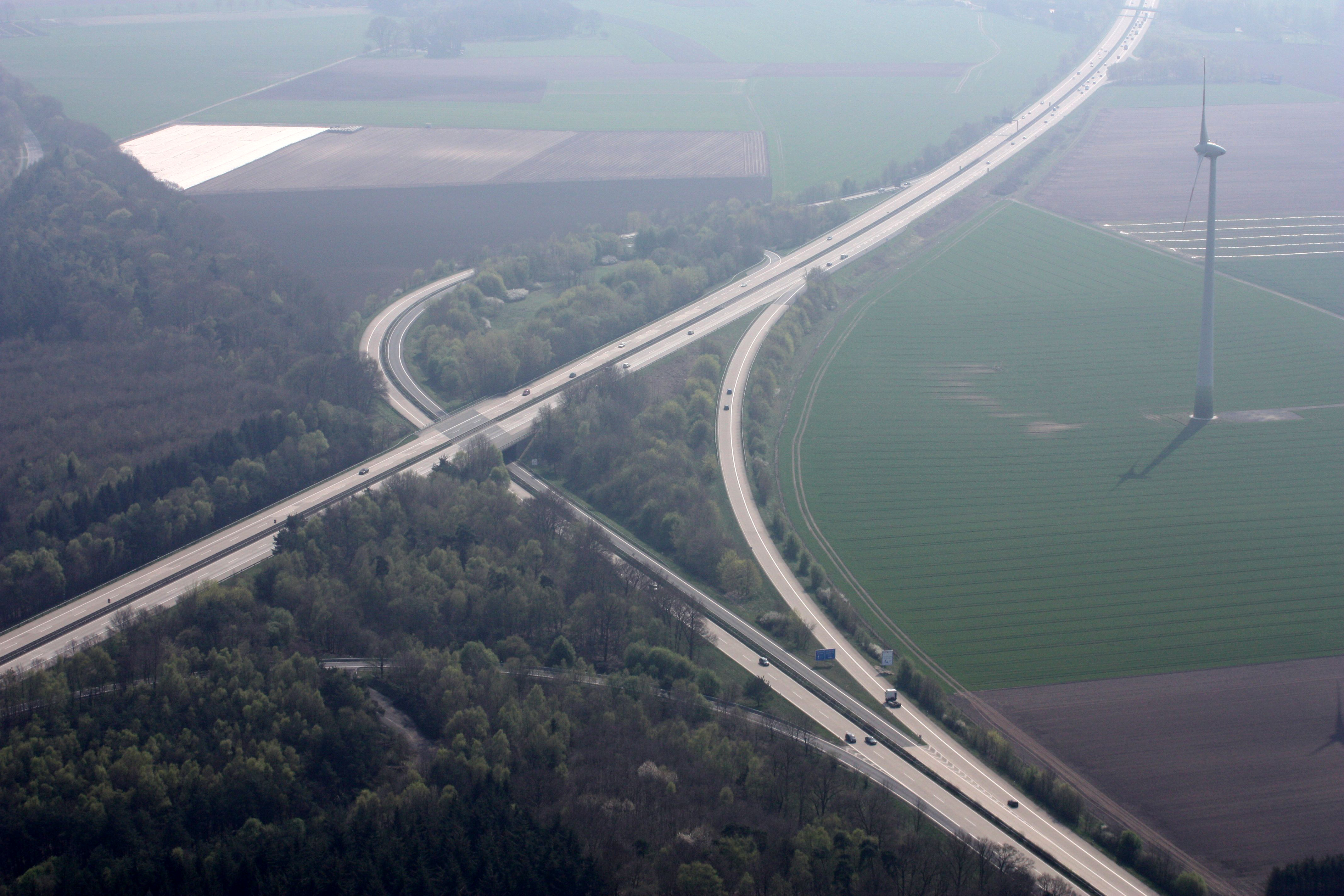
Flygfoto föreställande Dreieck Ahlhorner Heide.

Dreieck Ahlhorner Heide är en motorvägskorsning i Niedersachsen, Tyskland. I korsningen möts motorvägarna A1 och A29. Eftersom korsningen är en T-Korsning kan inte båda vägarna fortsätta, därför slutar motorvägen A29 i korsningen. Korsningen öppnades 1984 då motorvägen A29 byggdes till A1.